# Теос (град)
Теос (стгрч. Τέως) или Тео је био древни грчки град на обали Јоније, на полуострву између Хитријума и Мионеза. Основали су га Минијци из Орхомена, Јонаца и Беоћана, али је непознат датум оснивања. Теос је био један од дванаест градова који су формирали Јонску лигу. Град се налазио на ниској брдовитој превлаци. Његове рушевине се налазе јужно од модерног града Сıгацıк у округу Сеферихисар у провинцији Измир, Турска. Паусанија пише да су град основали Минијци из Орхоменуса под Атамантом, син од Еола. Касније су се Јонци придружили и други колонизатори из Атине и Беотија. Пошто је град основао Атамант, Анакреонт је звао град Атамантис (Ἀθαμαντίς).